# Täsch
Täsch é uma comuna da Suíça, no Cantão Valais, com cerca de 837 habitantes. Estende-se por uma área de 58,71 km², de densidade populacional de 14 hab/km². Confina com as seguintes comunas: Ayer, Randa, Saas Almagell, Saas Fee, Zermatt. 
A língua oficial nesta comuna é o Alemão.